# Hunt to Kill
Hunt To Kill ist ein kanadischer Actionfilm mit Steve Austin in der Hauptrolle. Der 2010 erschienene Film ist eine Direct-to-Video-Produktion. Regie führte Keoni Waxman.

## Handlung
Jim Rhodes wurde nach vier Jahren Grenzschutz nach Texas stationiert. Sein Partner Lee starb im Einsatz, als sie ein scheinbar verlassenes Drogenlabor melden wollten. Sechs Bankräuber überfallen eine Bank und stehlen Wertpapiere in Millionenhöhe. Doch ihr Anführer wird abtrünnig, versucht die anderen fünf mit einer Bombe zu töten und entkommt mit der Beute in die Berge, wo er sich verletzt. Sein Stellvertreter kann die Bombe entschärfen und ihm vorher einen Peilsender in Form einer Plastikkarte in die Jacke schmuggeln. In der nahegelegenen Stadt überfallen die Gangster das Büro des Sheriffs, in dem sich zufällig auch Jims Tochter Kim, die beim Ladendiebstahl erwischt wurde, befindet. Die Bankräuber wollen ihre Beute zurückhaben und Jim soll ihnen den sichersten Weg durch die Berge zeigen, dabei benutzen sie Kim als Druckmittel, damit Jim keinen Ärger macht. Als sie ihren Abtrünnigen stellen, hat dieser die Tasche bereits einen Abhang hinuntergeworfen, doch sie blieb an einem Ast hängen. Bei dem Versuch die Tasche mit der Beute zurückzuholen, stürzt Jim, nachdem er ihnen die Tasche hoch geworfen hat, den Abhang hinunter und fällt in den Fluss. Die Gangster haben noch seine Tochter Kim. Sie soll ihnen nun den Weg durch die Berge zeigen. Aber Jim lebt noch und macht nun Jagd auf die Gangster.

## Produktion
Der Film wurde nur zum Teil in Texas gedreht und der größte Teil in West Virginia. Der Film hatte kein hohes Budget und keine großen Einnahmen. Der Film erhielt mehr Positives als Negatives in der Bewertung.